# Техельсдорф
Техельсдорф (нім. Techelsdorf) — громада в Німеччині, розташована в землі Шлезвіг-Гольштейн. Входить до складу району Рендсбург-Екернферде. Складова частина об'єднання громад Флінтбек.
Площа — 4,35 км2. Населення становить 148 ос. (станом на 31 грудня 2020).